# Подснежник Воронова
Подсне́жник Во́ронова (лат. Galánthus wóronowii) — вид растений из рода Подснежник.
Вид назван в честь русского ботаника, знатока флоры Кавказа Ю. Н. Воронова (1874—1931).

## Ботаническое описание
Небольшое многолетнее луковичное растение.
Луковица овальная, длиной 2—3 см и диаметром 2—2,5 см, с желтоватыми наружными чешуями. Длина влагалища 2—5 см.
Низовой лист плёнчатый; два срединных листа ярко-зелёные, блестящие, с желтоватым оттенком, с жирным блеском, широколанцетные, с килем на нижней поверхности, 1,5 см шириной, до цветения 12—16 см длиной и 1—2 см шириной, плоские; после цветения 18—22 см длиной и 1,5—2,2 см шириной, складчатые, складки загнуты на верхнюю сторону листа (складки бывают далеко не всегда). Листья появляются одновременно с цветками. С возрастом листья сильно отклоняются от стрелки, даже слегка закручиваются, что является характерной чертой для данного вида.
Цветонос (7)10—15 см высотой, слегка превышает листья, слабо ребристый, несёт один белый поникший цветок; крыло 2,5—4,5 см длиной, с зелёными килями; цветоножка 2—3 см длиной. Наружные доли околоцветника 1,5—2,4 см длиной и 0,8—1 см шириной, обратнояйцевидные, слабовогнутые; внутренние — 0,8—1 см длиной и 0,4—0,5 см шириной, прямостоячие, книзу клиновидно суженные, плоские, наверху с выемкой и зелёным пятном, окружающим эту выемку. Тычинки длиной 0,6—0,7 см. Пыльники с остроконечиями. Завязь 0,3—0,4 см в диаметре. Цветки с приятным за́пахом. Цветёт в январе — феврале (в конце февраля — марте).
Плод — трёхгнёздная зелёная коробочка.
Число хромосом 2n = 24:80.
В начале мая листья и цветоносы желтеют и полегают, а в июне отмирают. Плоды дозревают на поверхности почвы. Луковицы трогаются в рост осенью, но ростки на поверхность почвы не выходят.

## Ботаническая классификация
Культивируемый на западе кавказский вид подснежника под названием Galanthus latifolius, описанный Стерном (Стерн, 1956) в его монографии как Galanthus ikariae subsp. latifolius, является на самом деле Galanthus woronowii:67.
Вид Galanthus woronowii описан З. Т. Артюшенко как Galanthus ikariae, так как морфологически они не имеют различий и Galanthus ikariae был описан раньше. Galanthus ikariae в естественных условиях встречается только на острове Икария в Эгейском море, и получить его образцы довольно сложно. Живые образцы Galanthus ikariae, длительное время культивирующегося в Кью, возможно, отличаются от образцов, произрастающих в естественных условиях:67.

## Распространение
Подснежник Воронова — эндемик Кавказа. Ареал охватывает восточное побережье Чёрного моря, в том числе и в Турции. В северной части побережья встречается в местах, расположенных на уровне моря, не удаляясь далеко от берега. С продвижением на юг его можно встретить в горах на расстоянии 40 км от берега:60. Растёт по опушкам широколиственных лесов. На территории бывшего СССР растёт от Туапсе до Батуми, во влажных лесах нижнего и среднего горного пояса.

## Практическое использование
Луковицы содержат алкалоиды, в том числе 0,1 % ликорина и 0,07—0,15 % галантамина, и первоначально были предложены в качестве лекарственного сырья. Однако растение не имеет обеспеченной сырьевой базы и не заготовляется.
Галантамин используется для лечения остаточных явлений полиомиелита и двигательных нарушений, вызванных заболеваниями и нарушениями центральной нервной системы, миастений, миопатий, при атонии кишечника и мочевого пузыря. Ликорин используется как отхаркивающее средство при лечении острых и хронических заболеваний бронхов и лёгких; может заменять апоморфин.
Выращивается как декоративное растение.